# Doncières
Doncières é uma comuna francesa na região administrativa de Grande Leste, no departamento de Vosges. Estende-se por uma área de 7,63 km². Em 2010 a comuna tinha 137 habitantes (densidade: 18 hab./km²).